# Münster-Therme

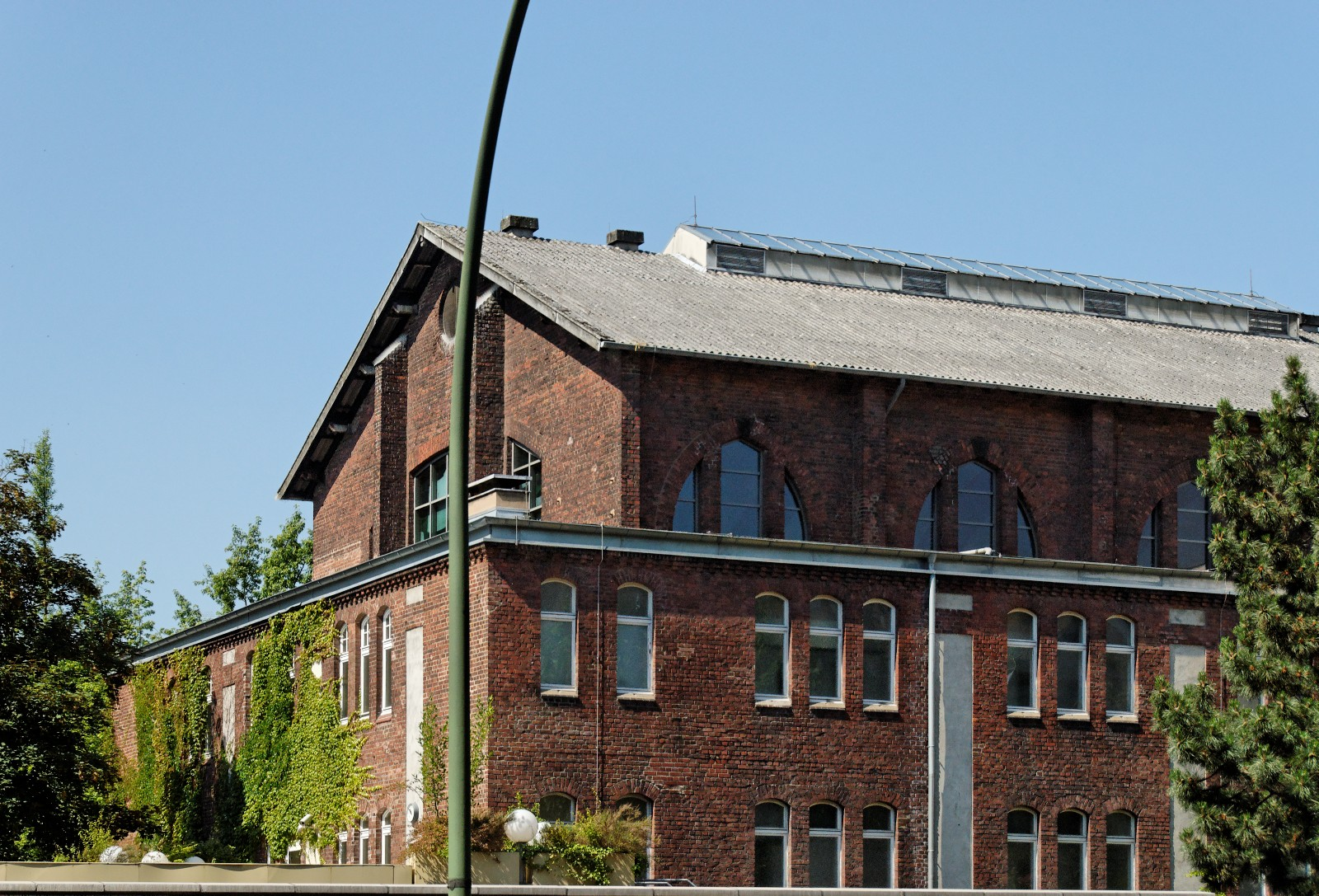
Münster-Therme, von der Moltkestraße gesehen

Die Münster-Therme ist ein Hallenbad in der nordrhein-westfälischen Landeshauptstadt Düsseldorf. Das Gebäude wurde in einem Blockinnenhof an der Münsterstraße im Stadtteil Pempelfort in zweiter Reihe errichtet und ist über einen kleinen Durchgang zwischen zwei Häusern zu erreichen.
Es wurde ursprünglich am 9. April 1902 eröffnet und stand damals in der Tradition der Volksbäder. Das im Jugendstil gehaltene Gebäude wurde im Zweiten Weltkrieg von Bombentreffern stark beschädigt, jedoch bereits 1945 wieder geöffnet. In den nachfolgenden Jahrzehnten wurde das Schwimmbad immer wieder umgebaut, der Charakter der Gründerzeit blieb jedoch weitgehend erhalten. Nach umfassender Sanierung im Jahre 2003 wurde das Bad unter dem neuen Namen Münster-Therme wiedereröffnet.
Am 23. Dezember 1997 wurde das Hallenbad in die Denkmalliste der Stadt in der Kategorie Gebäude für Kunst, Kultur, Wissenschaft und Sport eingetragen. Das Bad nimmt durch seine Atmosphäre und seine Angebote im Bereich Wellness und Erholung eine besondere Stellung in der Landschaft der Düsseldorfer Schwimmbäder ein.

## Geschichte
1900 wurde mit dem Bau nach den Plänen des Architekten Richard Genschmer begonnen. Die Eröffnung fand am 9. April 1902 statt. Es entstand eine Badeanstalt, die neben einem großen Schwimmbecken mit 22 °C warmem Wasser auch über Heil-, Dampf-, Wannen- und Duschbäder verfügte. Damit erfüllte es neben dem Freizeitvergnügen in erster Linie hygienische Zwecke. (Die Wohnungen in den immer schneller wachsenden Städten hatten zu der damaligen Zeit noch keine Badewannen oder Duschen. So wurde der Körperpflege, die über das einfache Waschen zu Hause hinausging, in öffentlichen Anstalten nachgegangen.)
Im Zweiten Weltkrieg wurde das Schwimmbad bei einem Bombenangriff im Oktober 1944 schwer beschädigt. Es konnte 1945 wieder geöffnet werden. Die im Laufe der Zeit durchgeführten Sanierungsarbeiten trugen dazu bei, dass sich das ursprüngliche Gesicht der Schwimmhalle veränderte. Die historische Ausgestaltung wurde dabei vielerorts entfernt.
Im Laufe der 1990er Jahre wurde über eine Schließung und eine Umnutzung des Hallenbades diskutiert. Eine Umstrukturierung in der Verwaltung der Düsseldorfer Schwimmbäder und deren Überführung in eine eigenständige GmbH führte jedoch zu einem Umdenken. Statt einer Schließung wurde nun eine Rekonstruktion der ursprünglichen Schwimmhalle mit einer technisch modernen Ausstattung beschlossen. So konnte im April 2003 ein vollständig renoviertes Bad wiedereröffnet werden.

## Ausstattung
Die Münster-Therme verfügt über ein großes Schwimmbecken mit einer Wassertiefe von 0,85 m bis 2,90 m. Das Wasser wird nicht wie sonst üblich mit Chlor gereinigt, sondern über eine Membran-Elektrolyseanlage desinfiziert. Der Umlauf des Beckens ist auf der Beckenebene sowie eine Etage darüber mit 180 Umkleidekabinen mit dazugehörigem verschließbaren Kleiderschrank ausgestattet. An das Bad angebaut befindet sich im Außenbereich ein ca. 40 m2 großes Thermalsolebecken mit einer Wassertemperatur von 32 °C. Daneben besteht die Möglichkeit zur Nutzung der Sauna sowie die Teilnahme an Kursen. Die Gestaltung der Fenster erfolgte nach Entwürfen von Anja Quaschinski.

## Veranstaltungen
Sowohl 2005, 2006 als auch 2007 fanden mehrere Konzerte in der Münster-Therme statt. Zur Verwendung kamen Instrumente wie zum Beispiel Klangschalen. Das Wasserbecken wurde als Inszenierungsraum wie auch als Bühne genutzt.